# João Bottene
João Bottene (Piracicaba, 5 de maio de 1902 - 7 de outubro de 1954) foi um pioneiro do uso do álcool combustível no Brasil.

## Biografia
Era o sétimo de uma família de oito irmãos e o primeiro filho do casal Bottene nascido no Brasil.
Seus pais, os imigrantes italianos Pietro Bottene (natural de Camisano Vicentino) e Maria Teresa Cebelle  (natural de Piazzola sul Brenta), desembarcaram no porto de Santos em 12 de maio de 1888, depois de uma passagem pela Argentina. A fazenda Costa Pinto, em Piracicaba, onde vários imigrantes italianos trabalhavam na agricultura,  foi e o primeiro emprego de Pietro no Brasil e a primeira residência da família Bottene no país.

### A paixão pela mecânica
Pietro Bottene, que rapidamente passou a ser chamado de Pedro, trabalhara na Itália como técnico de implementos agrícolas. Mudou-se então com sua famíla para a cidade, onde fundou uma pequena fábrica: a Bottene & Filhos. Inicialmente, esta empresa era especializada na fabricação de ferramentas e máquinas agrícolas. Esta fábrica tornou-se conhecida e respeitada graças à qualidade de seus produtos e serviços. As ferramentas ali fabricadas levavam a marca Estrela.
João Bottene e seus irmãos, aprenderam mecânica nas oficinas de seu pai. Desde muito jovem, demonstrava grande engenhosidade. Com apenas 17 anos, construiu um automóvel movido a vapor: o "locomóvel", um veículo pequeno destinado a testes.
Como o transporte fluvial era importante no rio Piracicaba, Pedro Bottene e seus filhos diversificaram suas atividades. Sua empresa passou a prestar serviços de manutenção e modernização em embarcações e logo passou também a construí-las. Após a reforma do vapor "Prainha, " uma comemoração festiva com a presença dos Bottene e amigos foi organizada. No momento da entrega, João Bottene percebeu que o barco não passaria sob uma ponte. A solução encontrada foi a mais simples possível: ele apenas a serrou a chaminé conseguindo espaço para a passagem do barco.

## O álcool combustível
Nos anos 20, com a chegada dos primeiros automóveis, tornou-se o principal profissional manutenção automotiva da região. As dificuldades para obtenção de peças para reposição eram grandes. Nas oficinas de sua família, juntamente com sua equipe, ele fabricava uma série de componentes e peças para suprir as necessidades dos proprietários de veículos. João Bottene era dono de um automóvel Ford 1929 que foi adaptado por ele para usar álcool como combustível. Apresenta-se em São Paulo como voluntário para participar da revolução constitucionalista a bordo de seu carro à álcool. Servindo como sargento, desenvolveu um combustível à base de álcool com  5% de óleo de mamona como aditivo. Esta mistura, batizada por ele com o nome "Combustível Constituição," representou uma importante economia de combustível para os revolucionários que já contavam com poucos recursos. Ainda durante a revolução, com a aprovação do comando revolucionário, retornou à Piracicaba e passou a fabricar granadas em sua oficina.

### A locomotiva a álcool
Em 1938, associou-se com Pedro Morganti, proprietário da Usina Monte Alegre e da Refinadora Paulista. Neste período, João Bottene, que já trabalhara com máquinas e equipamentos ferroviários em fins dos anos 20, (principalmente para a Estrada de Ferro Sorocabana) projetou e construiu a primeira locomotiva a vapor brasileira a "Fúlvio Morganti". A segunda locomotiva, igualmente projetada e construída por ele, a "Dona Joaninha," funcionava com motores automotivos adaptados para funcionamento com álcool. De início, ambas eram utilizadas em propriedades da família Morganti.
Durante a II Guerra Mundial, devido ao racionamento de combustíveis, ele adaptou os veículos da usina para funcionarem com gasogênio.

### O avião a álcool
Ainda em parceria com Pedro Morganti entre outros, foi um dos fundadores do aeroporto de Piracicaba e do Aero Clube. Até aquele momento, a cidade de Piracicaba possuía apenas uma pequena pista de pouso junto à ESALQ (Escola Superior de Agricultura Luiz de Queiroz).
João Bottene,  aprendeu a pilotar e incentivou sua família a fazer o mesmo. Adquiriu um avião Piper Club J3 acidentado e, depois de reforma-lo por completo, adaptou seu motor para funcionar com álcool. A aeronave foi batizada com o nome "Borboleta Azul." Em 26 de outubro de 1941 sua filha  Zayra Bottene,  foi a terceira brasileira a adquirir brevet (as primeiras foram Teresa de Marzo e Anésia Pinheiro Machado). O Borboleta Azul acidentou-se e ficou totalmente destruído em uma viagem para a cidade de São Paulo onde passaria por uma última revisão e receberia o prefixo PP-TXT.
Em 1947, juntamente com o engenheiro químico Romeu de Souza Carvalho desligou-se da Usina Monte Alegre. Ambos em sociedade fundaram a MAUSA  - Metalúrgica de Acessórios para Usinas S.A.
João Bottene faleceu em 7 de outubro de 1954. Uma rua da cidade de Piracicaba leva seu nome.